# Barsac (Drôme)
Barsac is een gemeente in het Franse departement Drôme (regio Auvergne-Rhône-Alpes) en telt 141 inwoners (1999). De plaats maakt deel uit van het arrondissement Die.

## Geografie
De oppervlakte van Barsac bedraagt 16,6 km², de bevolkingsdichtheid is 8,5 inwoners per km².

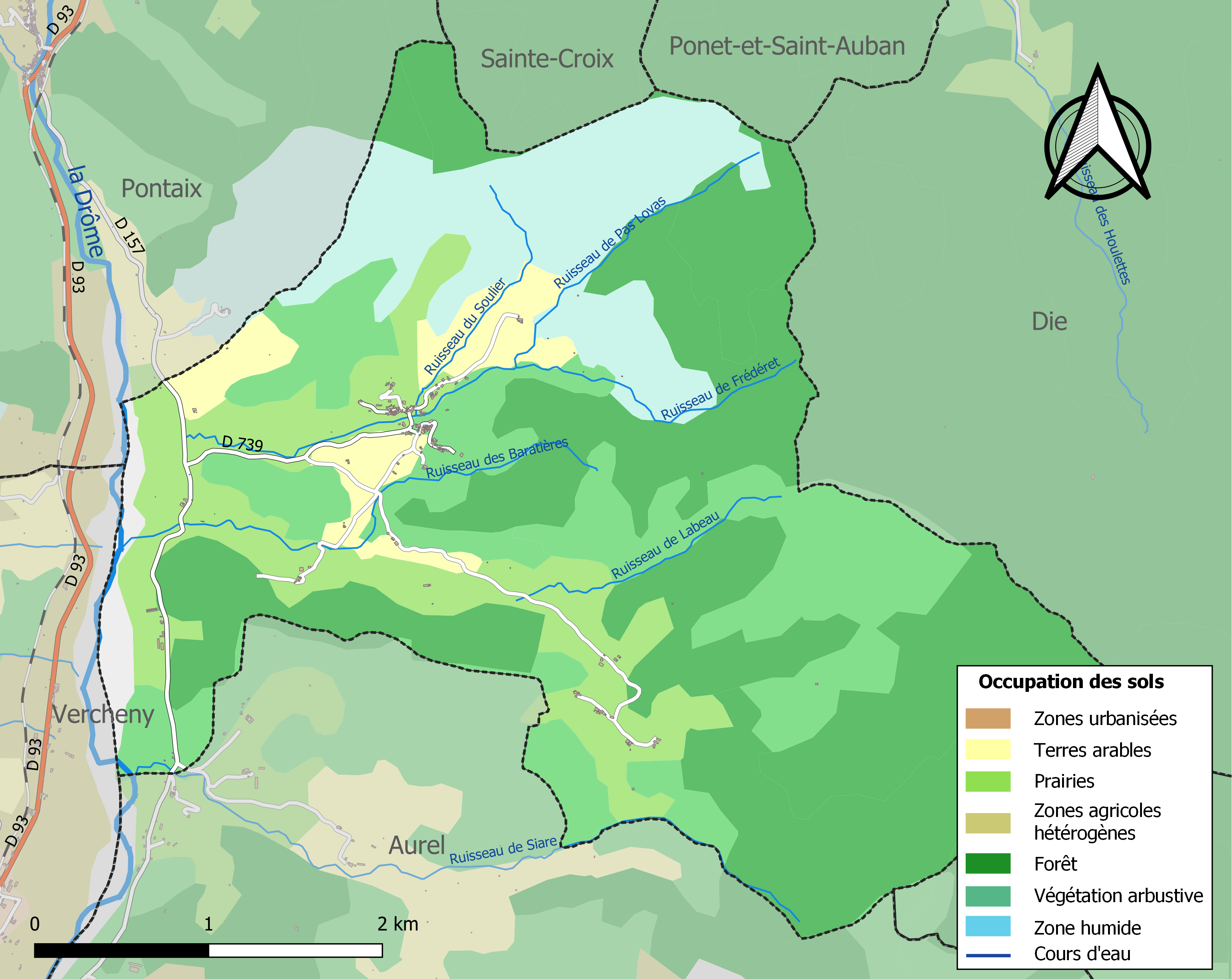
Kaart van de gemeente met belangrijkste infrastructuur, bodemgebruik en omliggende gemeenten

## Demografie
Onderstaande figuur toont het verloop van het inwonertal (bron: INSEE-tellingen).

## Toeristische Informatie
Het dorp Barsac staat bekend om zijn wijnbouw (Clairette de Die) en door de gunstige ligging (dal op het zuiden) wordt er ook overwegend druiven verbouwd. Bij diverse boeren kan de wijn zowel worden geproefd als gekocht.